# Waalo
Walo (wólof: Waalo) era un reino en el bajo río Senegal en África Occidental, en lo que hoy son Senegal y Mauritania. Incluía partes del valle propiamente dicho y zonas al norte y al sur, extendiéndose hasta el Océano Atlántico. Al norte había emiratos árabes; al sur, el reino de Cayor; al este, Wólof.
Waalo tenía un sistema político y social complicado, que tiene una influencia continua en la  cultura wolof en Senegal hoy en día, especialmente su sistema de castas altamente formalizado y rígido. El reino fue indirectamente hereditario, gobernado por tres familias matrilineales: el Logar, el Tedyek y el Joos, todos de diferentes orígenes étnicos. Los Joos eran de origen Serer. Este Serer matriclan fue establecido en Waalo por Lingeer Ndoye Demba de Sine. Su abuela Lingeer Fatim Beye es la matriarca y antepasada de esta dinastía. Estas familias matrilineales participaron en constantes luchas dinásticas para convertirse en Brak o rey de Waalo, así como en guerras con los vecinos de Waalo. El título real Lingeer significa reina o princesa real, utilizado por la Serpiente y el Wolof.
Waalo fue fundada en 1287. La figura semi-legendaria NDiadiane Ndiaye, era de este reino. La misteriosa figura gobernó el Imperio wólof. Bajo NDdiadian, Wólof hizo de Waalo un vasallo.
La capital real de Waalo fue primero Ndiourbel (Guribel) en la orilla norte del río Senegal, en la Mauritania moderna, luego Ndiangué en la orilla sur del río, luego la capital fue trasladada a Nder en la orilla oeste del Lago de Guiers. Waalo fue objeto de constantes incursiones de esclavos no solo de los moros, sino también en las guerras intestinas.
El Brak gobernó con una especie de legislatura, el Seb Ak Baor, sobre una complicada jerarquía de funcionarios y dignatarios. Las mujeres ocupan altos cargos y ocupan un lugar destacado en la historia política y militar.
Waalo tenía tratados lucrativos con los franceses, que habían establecido su base en la isla de Saint-Louis (ahora Saint-Louis, Senegal) cerca de la desembocadura del río. A Waalo se le pagaban honorarios por cada cargamento de goma arábiga o de esclavos que se embarcaba en el río, a cambio de su "protección" del comercio.
Eventualmente, esta protección se volvió ineficaz. Los vasallos de Waalo, como Beetyo (Bethio) se separaron. En total, Waalo tuvo 52 reyes desde su fundación.
Waalo tenía su propia religión africana tradicional. La clase dominante tardó en aceptar el Islam, que se había extendido por el valle; los Brak no se convirtieron hasta el siglo XIX.

## Reyes de Waalo después de la caída de Wólof
| 1674–1708                     | Naatago Aram Bakar          |         |
| 1708–1733                     | Njak Aram Bakar Teedyek     |         |
| 1733–1734                     | Yerim Nadate Bubu           |         |
| 1734–1735                     | Meu Mbody Kumba Khedy       |         |
| 1735–1736                     | Yerim Khode Fara Mboj       |         |
| 1736–1780                     | Njak Xuri Yop               |         |
| 1780–1795?                    | Fara Penda Teg Rel          |         |
| 1795–1805                     | Njak Kumba Xuri Yay Mboj    |         |
| 1805–1810                     | Saayodo Yaasin Mboj         |         |
| 1810–1816                     | Kuli Mbaaba Mboj            |         |
| 1816–1825                     | Amar Faatim Mborso Mboj     |         |
| 1825 – diciembre 1827         | Yerim Mbañik Teg-Rella Mboj |         |
| diciembre 1827 – 1830         | Fara Penda Adam Sal Mboj    | primero |
| 7 de julio de 1830 – 1832     | Xerfi Xari Daaro            | primero |
| 1832–1833                     | Fara Penda Adam Sal Mboj    | segundo |
| 21 de julio de 1833 – 1835    | Xerfi Xari Daaro            | segundo |
| 1835 – 30 de octubre de 1840  | Fara Penda Adam Sal Mboj    | primero |
| noviembre 1840 – febrero 1855 | Mö Mboj Maalik Mboj         |         |

## Otros datos
- Traducción de Wikipedia en alemán: de:Waalo
- WORLD STATESMEN.org Estados tradicionales de Senegal
- en el sitio web de la oficina nacional de estadística, La République Islamique de Mauritanie: www.ons.mr.
- Ndete Yalla, dernière reine du Walo (Sénégal).Extracto del retrato de Sylvia Serbin de esta reina senegalesa del siglo XIX en su libro Reines d'Afrique et héroïnes de la diaspora noire (Ediciones Sépia) de Sylvia Serbin.
- NDIOURBEL: Première capital du Waalo (enlace roto disponible en Internet Archive; véase el historial, la primera versión y la última). en Sitios y Monumentos Históricos de Senegal, Centro de Recursos para el Surgimiento de la Participación Social, Senegal.

- Datos: Q206279
- Multimedia: Walo / Q206279